# Проект Зета
«Проект Зета» (англ. The Zeta Project) — американский научно-фантастический мультсериал производства компании Warner Bros. Animation. Первый эфир состоялся на телеканале Kids’WB в январе 2001 года, это спин-офф-серия, основанная на персонаже Зета из мультсериала «Бэтмен будущего», она считается частью анимационной вселенной DC. Мультфильм был создан Робертом Гудманом и Warner Bros. Animation.
Главный герой рассказа — синтоид Зета, робот-гуманоид (Synthroid), предназначенный для выполнения скрытых убийств от имени Агентства национальной безопасности. Однако, когда Зета обнаруживает, что один из объектов невиновен, он осуществляет своего рода переоценку ценностей о доброте и о ценности жизни. Зета обнаруживает, что больше не может убивать. Переродившись, Зета выходит из-под контроля и, отказавшись выполнять программу далее, становится изгоем. Он преследуется командой агентов АНБ во главе с одержимым агентом Беннеттом и скрывается вместе с 15-летней беглянкой, Розали «Ро» Роуэн.

## Сюжет
«Проект Зета» рассказывает о приключениях Зета и Ро, о том, как они пытаются доказать, что он изменился, агентам АНБ, преследующих его, заставить поверить, что террористы не перепрограммировали его для выполнения неизвестной миссии. Чтобы доказать невиновность синтоида, Зета и Ро ищут его создателя, неуловимого доктора Селига.

## Персонажи
Синтоид «Зи» Зета (Дидрих Бадер) — главный герой. Как синтоид, предназначенный для поиска и уничтожения конкретных людей, Зета имеет возможность голографическим методом замаскировать себя под любого человека, которого он видел, а также создавать собственные типы людей через смешивания и сопоставления различных физических качеств. Хотя Зета больше не обладает широким спектром оружия, которым он первоначально был оснащен, руки оснащены пилами и режущими лазерами. Он также обладает широким спектром других инструментов мирного назначения, таких, как портативные сварочные лазеры и компьютерное моделирование. Кроме того, Зета обладает высокой механической прочностью, имеет раздвижные конечности и способен самовосстанавливаться.
Розали «Ро» Роуэн (Джули Натансон) — 15-летняя сирота, которая присоединилась к Зете, чтобы помочь ему доказать свою невиновность. Она, как правило, выступает в качестве мудрой старшей сестры Зеты, который часто не знает о том, как правильно освоиться в мире людей. Она считает Зету своей семьёй и остается с ним, ещё и потому, что она обязана ему своей жизнью. В одном эпизоде раскрывается, что у неё есть брат.
Баки Буэнавентура (Улис Куадра — 1 сезон; Блейн Барбоза — 2 сезон) — юный гений, который иногда помогает Зета и Ро.
Синтоид 7 — более поздняя модель синтоида, с которым Зета вступает в конфликт после срыва одной из своих миссий. Обладает всеми способностями Зеты, большей прочностью и долговечностью, и гораздо большим арсеналом оружия. Он гораздо более гибок в исполнении своих обязанностей, чем Зета, и следовательно, с точки зрения Зеты, является злым.
Доктор Зелиг (Джордж Сигал - 1 сезон, Хол Линден - 2 сезон) — пропавший автор Зеты.
Агент Джеймс Беннет (Кертвуд Смит) — лидер команды АНБ, отправленной захватить Зета. Он считает, что независимо от поведения Зета, есть некоторые мотивы внезапного изменения Зеты и считает, что он работает с террористической организацией «День братьев».
Агент Вест (Майкл Розенбаум) — высокомерный и эгоистичный агент, желающий проявить себя только раздражает начальство, коллег, и практически любого, кого он встречает. Поэтому Ро даже не считает его угрозой. Он является однофамильцем и очень похож на Уолли Веста, который в Анимационной Вселенной DC является единственным Флэшем.
Агент Ли (Лорен Том) — сострадательный агент, которая видит Зета в лучшем свете, знает, что он хочет помочь людям. Позже она покидает команду, а в некоторых случаях помогает Зета сбежать от людей, на которых работала ранее.
Агент Раш (Эрика Александер — 2 эпизода; затем Доминик Дженнингс) — агент-аналитик, который заменяет Ли после того как она покидает команду.

## Список серий

### 1 сезон (2001)
| № | Название                                    | Режиссёр   | Автор сценария                    | Дата премьеры    |
| --- | ------------------------------------------- | ---------- | --------------------------------- | ---------------- |
| 1 | «Сообщница / The Accomplice»                | Курт Геда  | Роберт Гудман                     | январь 27, 2001  |
| Зета скрывается от сотрудников АНБ. Он спасает жизнь 15-летней беглянке Розали «Ро» Роуэн. Та же, в свою очередь, прячет Зету от преследующих его сотрудников АНБ. После открытия, что Зета обладает встроенной безлимитной кредиткой, она соглашается помочь ему за 5000 кредитов. Ро убеждает Зету, которому она дала прозвище «Зи», найти его создателя, так как только он может убедить агентов АНБ в том, что Зета не представляет опасности. Зета просит Ро отвлечь агента Веста, а сам в это время, приняв его вид, проникает на корабль АНБ, где пытается взломать федеральный компьютер и скачать из него информацию о своих создателях. Не сумев задержать Веста надолго, Ро в итоге помогает Зете бежать, а затем присоединяется к нему в поисках его создателя. |                                             |            |                                   |                  |
| 2 | «Имя создателя / His Maker's Name»          | Тим Малтби | Хилари Бейдер                     | февраль 3, 2001  |
| Зета и Ро ищут одного из создателей синтоида, доктора Аройу, работающего сейчас в Космической Лаборатории. Аройу они не находят, но, сбегая от АНБ, случайно попадают в фургон — штаб-квартиру «Космических туристов», футуристической молодежи, протестующих против коммерциализации космоса. Ро идёт вместе с членами организации на протест возле Космической Лаборатории, где и встречает доктора Аройу. Она убеждает доктора, до сих пор пребывавшего в уверенности, что Зета хочет убить его, встретиться с синтоидом. Когда Зета приходит на встречу, выясняется, что встреча была ловушкой. Зета спасает жизнь доктору Аройу, в ответ на что Аройу, в свою очередь, помогает Зета сбежать. Впоследствии доктор Аройу рассказывает Зете, что человека, которого они должны найти, зовут доктор Селиг. |                                             |            |                                   |                  |
| 3 | «Дистанционное управление / Remote Control» | Курт Геда  | Ральф Солл                        | февраль 10, 2001 |
| Зета и Ро продолжают поиски доктора Селига на научной конференции. Выясняется, что Селига там нет, но зато здесь им впервые встречается Баки Буэнавентура, 12-летний гений, изобретатель пульта дистанционного управления. Баки, обнаружив, что Зета — это робот, использует свой пульт, чтобы контролировать Зету и с его помощью посеять хаос на научной конференции. Когда Баки обнаруживает, что доктор Теннор скопировал его изобретение и выдал на конференции за своё собственное, он натравляет синтоида на Теннора. Однако Ро вовремя появляется, и, используя идентичный скопированный пульт, предотвращает неминуемую трагедию. Зета ломает пульт Баки, чтобы тот никогда не использовал его в дальнейшем. |                                             |            |                                   |                  |
| 4 | «Доброе сердце / Change of Heart»           | Боб Дасетт | Кевин Хоппс                       | февраль 17, 2001 |
| Зета и Ро вышли на след Селига в музее; чтобы скрыться, Зета впервые принял форму маленького мальчика. Зета и Ро встречают женщину и ее дочь, Кору Кайе. Зета спасает Кору из атомного реактора, после чего прибывают агенты АНБ. Ро и Зета очень вовремя спасаются от агентов, Зета мельком видит доктора Селига. Ро признаётся, что иногда думает о родителях, которых она никогда не видела. |                                             |            |                                   |                  |
| 5 | «Гены / The Next Gen»                       | Тим Малтби | Хиллари Бейдер                    | февраль 24, 2001 |
| Зета занимается поиском информации в интернет-кафе, когда случайно перехватывает задание для другого синтоида. Зета решает предотвратить уничтожение синтоидом его цели, торговца оружием Роланда де Флореса. В аэропорту Зета и Ро встречают Баки, который хочет перепрограммировать Синтоида 7, улучшенную модель Зеты. Зета сражается с Синтоидом 7 и с помощью Ро и Баки побеждает его. Ро, Баки и Зета возвращаются в США. Баки сообщает Ро и Зете, что желает помогать им. Одновременно Синтоид 7 начинает процедуру самовосстановления. Его память стёрта, однако не до конца — ему удаётся восстановить в памяти схватку с Зетой, а так как Зета до этого принял облик Роланда, то Синтоид 7 решает, что Зета — его новая цель… |                                             |            |                                   |                  |
| 6 | «Дорога на запад / West Bound»              | Боб Дасетт | Стейси Лиз Гудман & Роберт Гудман | март 10, 2001    |
| Зета и Ро сбегают от агентов АНБ на поезде, но агент Вест сумел последовать за ними. Голографический имитатор Зеты даёт сбой, вследствие чего он начинает принимать вид случайно выбранного человека. Это позволяет агенту Весту легко обнаружить его. Итак, АНБ висит на хвосте. Зете и Ро удаётся сбежать, но они разлучены друг с другом. Однако, они вскоре вновь находят друг друга, и Ро высказывает мысль о том, что они начали мыслить одинаково. |                                             |            |                                   |                  |
| 7 | «Хиксбург / Hicksburg»                      | Курт Геда  | Пол Диаманд                       | март 31, 2001    |
| Ро решает навестить свою приёмную семью, Морганов, в надежде узнать хоть что-то о своих настоящих родителях. Она использует безлимитную кредитку Зеты для покупки дорогих подарков, объясняя это Зете тем, что хочет произвести впечатление на приемных родителей. Когда названная сестра Ро, Тиффи, открывает дверь, Зета маскируется под звезду экрана Адама Хита и присоединяется к Тиффи, тщетно пытаясь помочь Ро. Тиффи убеждает Зету помочь ей с ролью Ромео в ее собственной интерпретации трагедии Шекспира «Ромео и Джульетта». Голографический имитатор даёт сбой, вследствие чего Зета принимает свой истинный облик — облик робота. Приемный отец Ро, шериф, гонится за Зетой, но синтоид прячется от преследования в театре, и шериф упускает его. Тиффи отдаёт Ро украденную у родителей фотографию и говорит ей, что это фотография её родного брата. |                                             |            |                                   |                  |
| 8 | «Тени / Shadows»                            | Тим Малтби | Хиллари Бейдер                    | апрель 7, 2001   |
| Синтоид 7 продолжает поиски Зеты. Он обнаруживает свою цель в торговом центре Готэма, где Ро пытается научить его играть в видеоигры. Синтоид 7 принимает голографический облик Зеты, пытается выяснить у Ро, где находится его цель — настоящий Зета. Ро распознаёт подделку, но ей не удаётся предотвратить схватку между Зетой и Синтоидом 7. В результате схватки торговый центр разрушен, Зете удаётся предотвратить большое количество жертв, но он не сумел спасти Ро… Зета доставляет Ро в больницу, где ему говорят, что она поправится, но даже после этого он продолжает задаваться вопросом, стоит ли Ро продолжать путешествие вместе с ним. Бэтмен видит разрушенный торговый центр и обвиняет в катастрофе Зету. Обнаружив синтоида в госпитале, где Зета в последний раз прощался с находящейся без сознания Ро, Бэтмен решает, что тот хотел убить ее, и между ними завязывается борьба. Он пытается отключить Зету, но оказывается вовремя остановлен проснувшейся Ро, которая раскрывает ему всю правду. Бэтмен не верит, что Зета невиновен в разрушениях, пока не врывается Синтоид 7. Далее Бэтмен помогает Зете победить Синтоида 7, и в итоге последний оказывается разрушен электромагнитом. Бэтмен приносит извинения, Зета говорит Ро, что быть рядом с ним слишком опасно. Ро отвечает, что не даст ему веселиться одному.                              |                                             |            |                                   |                  |
| 9 | «Волны преступности / Crime Waves»          | Боб Дасетт | Кевин Хоппс                       | апрель 14, 2001  |
| Зета и Ро проводят весёлый день на пляже, как вдруг наталкиваются на мальчика, преследуемого байкерами. Зета спасает его, и выясняется, что это — Уэйд Пеннингтон, сын богатого производителя робототехники. Уэйд приглашает друзей на ланч в свой комплекс в сопровождении своего телохранителя Свэна. Ро злится, увидев, что Уэйд очень испорченный, грубый, а главное, плохо обращается с роботами. Они с Зетой уходят. Однако, позже обнаруживается, что Уэйд был похищен, и теперь в этом обвиняют наших героев. Они начинают расследование, и обнаруживают, что Свэн похитил Уэйда для получения выкупа от его отца. Зета и Ро идут за Свэном на его лодку, где Свэн угрожает убить мальчика, Ро и Зету или… спасти лишь двоих из них за деньги. Зета демонстрирует, что он робот, это поражает похитителя. Троице удаётся остановить Свэна, а Уэйд учится уважать роботов. |                                             |            |                                   |                  |
| 10 | «Время наград / Taffy Time»                 | Тим Малтби | Хиллари Бейдер                    | май 5, 2001      |
| Зета и Ро бегут от агентов Веста и Ли. Таинственный незнакомец прячет их на кондитерской фабрике Coala Candy. Этим незнакомцем оказывается Роден Крик, охотник за головами, жаждущий сдать Зету агентам АНБ за вознаграждение. Зета спасается от Крика и они с Ро сбегают с фабрики, прежде чем Крику удаётся активировать силовое поле. В это время на фабрику проникает агент Ли. Крик находит ее и захватывает в плен, угрожая убить её, если Зета не обнаружит себя. Зета помогает Ли сбежать, одновременно Ро находит второй выход с фабрики. Зета и Ро побеждают Крика и обезображивают его. Агент Ли весьма неохотно, но все же собирается арестовать Зету, но Вест случайно приковывает себя наручниками к рельсам, и Ли благополучно упускает синтоида. Ли начинает верить, что Зета невиновен. |                                             |            |                                   |                  |
| 11 | «Ро воссоединятся с семьей / Ro's Reunion»  | Тим Малтби | Кэти Купер & Нед Тейтельбаум      | май 12, 2001     |
| Ро хочет найти брата и репетирует то, что сказала бы ему, с Зетой, который принял соответствующий облик. Ро находит информацию о ток-шоу, помогающем детям найти их семьи, и Зета настаивает, чтобы она обратилась туда. Однако, Ро понимает, что если она обратится на телевидение, Беннетт может найти их, и она уже никогда не увидит Зету снова. Зета настаивает, чтобы она так или иначе попыталась найти брата, и говорит, что они должны разделиться. Позже Зета видит девочку, которая была на шоу до Ро. Она была очень расстроенной из-за того, что женщина, которую девочка встретила на шоу, была лишь актрисой, а не ее настоящей матерью. Зета понимает, что на шоу не ищут настоящих родителей, а лишь «делают деньги», возвращая затем брошенных детей обратно в приюты. Итак, Зета должен спасти Ро от этой участи. Когда Ро встречает «брата», она понимает, что, хотя он очень похож на неё, но выглядит не так, как на фотографии. Зета разоблачает фальшивое шоу, и продюсер, который не знал, что в нем происходит, обещает изменить его. Зета и Ро уходят, Ро говорит Зете, что он ее единственная семья. |                                             |            |                                   |                  |
| 12 | «Юный гений / Kid Genius»                   | Боб Дасетт | Пол Диаманд                       | август 11, 2001  |
| Ро и Зета путешествуют на мотоцикле, когда их настигает штормовое предупреждение. Мотоцикл теряет управление, и друзья снова оказываются в беде. Какое-то время Зета не может обнаружить причину шторма, и они с Ро скрываются от бури в пригородном доме. Дом оказывается принадлежащим Баки Буэнавентуре, приехавшему забрать мотоцикл. Баки просит Зету помочь найти его родителей, похищенных доктором Теннором. Зета соглашается, и они с Баки посещают клинику, где сейчас работает Теннор. Выясняется, что родители Баки работали над машиной «вечной молодости», но во время одного из испытаний она дала сбой, превратив родителей Баки и ещё нескольких испытуемых в маленьких детей. Доктор Теннор выводит Зету из строя и говорит Баки, что отпустит их, если Баки починит машину. Баки неохотно начинает работу над исправлениями машины, но все его усилия оказываются тщетными. Доктор Теннор пытается отключить Зету окончательно, но тому удаётся спастись и найти Ро и Баки. Машина работает со сбоями, что грозит обернуться массовыми разрушениями. Зете, Ро, Баки и всем детям удаётся спастись, Зета говорит, что сумел скачать исходный код машины, и поможет вернуть родителей Баки в нормальное состояние. |                                             |            |                                   |                  |
| 13 | «Абсолютный ноль / Absolute Zero»           | Курт Геда  | Роберт Гудман & Кевин Хоппс       | март 23, 2002    |
| Зета находит информацию о том, что доктор Селиг встречается в Криобине, криогенной лаборатории, с ученым по имени доктор Вильгельм. Зета предпринимает попытку прикинуться доктором Вильгельмом, но оригинал появляется очень не вовремя. Охранники доктора Селига стреляют в синтоида, но мажут и разрушают главный компьютер лаборатории. Всех, кто был в комнате, эвакуируют, но никто не знает о том, что Селиг попал в криогенную ловушку. Зета понимает, что пока компьютер не будет восстановлен, Селиг может умереть каждую секунду, если не оказать ему помощь. Зета контролирует степень заморозки и температуру тела Селига, пока не прибывает помощь. Агент Беннетт, поняв, что Зета находится в лаборатории, решает бросить ему вызов, приказывает очистить Криобин от посторонних, и идёт за Зетой. Тот следит за температурой капсулы, но взрыв заставляет его отвлечься из-за беспокойства о Ро. С ней все оказывается в порядке, но взрыв разрушает криогенную ячейку. Зета успевает вытащить Селига и использует собственное внутреннее нагревание, чтобы сохранить ему жизнь. Ему удаётся спасти доктору жизнь, но не удаётся поговорить с ним. Беннет получает сообщение от начальства, что кто-то информировал Зету об их ловушках и понимает, что это была агент Ли. Ли окончательно верит, что Зета невиновен и покидает команду Беннетта. Зета и Ро уходят. |                                             |            |                                   |                  |

### 2 сезон (2002)
| № | Название                                  | Режиссёр                 | Автор сценария              | Дата премьеры   |
| --- | ----------------------------------------- | ------------------------ | --------------------------- | --------------- |
| 14 | «В ловушке: Часть 1 / Wired: Part 1»      | Курт Геда                | Роберт Гудман               | март 30, 2002   |
| АНБ настигает наших героев. Баки пытается связаться с ними, но канал связи перехватывают. Ро и Зета спасаются от трёх хакеров, Мег, Плаг и Басса. Позже выясняется, что все они — фанаты Зеты, Басс проявляет интерес к Ро. Мег и Плаг просят у Зеты разрешения разобрать его, чтобы понять, как он работает, взамен же обещают помочь в поисках Селига. Ро случайно попадает в дом Басса. Баки удаётся послать Ро сообщение о том, что Мег и Плаг хотят разобрать Зету на части. Ро сбегает, чтобы спасти Зету, в итоге синтоиду удаётся восстановить себя, когда они с Ро сбегают на мотоцикле хакеров. Мотоцикл теряет мощность, АНБ удаётся схватить синтоида, но Ро спасена Бассом. Он же сообщает ей, что АНБ планирует стереть Зете память… |                                           |                          |                             |                 |
| 15 | «В ловушке: Часть 2 / Wired: Part 2»      | Лиз Хольцман             | Роберт Гудман               | апрель 6, 2002  |
| В продолжении предыдущей серии, Зета схвачен агентами АНБ, начавшими процесс перепрограммирования. Ро пытается найти путь спасения. Она следит за ним до склада АНБ, затем вызывает Баки. Он отказывается помогать из страха, что за ним следят и бросает трубку. Тем временем, Беннетт и другие агенты обнаруживают в голове Зеты модуль, отсутствовавший в первоначальной схеме. Они стирают Зете память, поскольку он продолжает отрицать все обвинения. Затем они пытаются модифицировать модуль. Зета начинает видеть в них врагов, вырывается и начинает разрушать здание. Беннетт просит Ро выдать им Зету, но она отказывается. Их разговор происходит по громкой связи. Зета слышит ее голос и восстанавливает память. Зета и Ро сбегают. Зета беспокоится о модуле в его голове и о том, что он не знает принципа его работы, переживая о том, что это модуль виноват во внезапной вспышке ярости. Ро успокаивает его, говоря, что «У каждого из нас есть хорошие и плохие стороны» и то, что у Зеты все устроено похожим образом, делает его ещё больше похожим на людей. |                                           |                          |                             |                 |
| 16 | «Продолжение миссии / Resume Mission»     | Роб Дейвис               | Ральф Солл                  | апрель 13, 2002 |
| Одиннадцатилетний мальчик, Джейсон Фоули, получает в подарок от отца компьютерные запчасти. Он подключает компьютерный чип, найденный в запчастях, к своему компьютеру. Компьютер захватывает Синтоид 7, который начинает процедуру самовосстановления. Тем временем Зета ищет в интернете новое плечо и случайно выявляет местонахождение Синтоида. Решив, что Джейсон может быть в беде, они с Ро идут ему на выручку. В качестве предполагаемой цели Синтоид 7 все ещё определяет Зету, но прежде чем начать на него охоту, он должен завершить собственную реконструкцию. Когда Зета прибывает к Джейсону, между синтоидами происходит схватка и Синтоид 7 чуть было не уничтожает Зету. Решив, что дело сделано, он возвращается к заказу необходимых деталей, одновременно захватив Джейсона в заложники. Зета самовосстанавливается, и они с Ро идут на склад, где находится захваченный Джейсон. Зета удаляет главный чип Киборга 7, и проект данной модели закрывается. Для устранения последствий схватки прибывает группа агентов АНБ, возглавляемая агентом Ли. Зета отдаёт Ли главный чип Киборга 7, и она даёт друзьям уйти. |                                           |                          |                             |                 |
| 17 | «Безвыходное положение / Hunt in the Hub» | Ти Джей Хаус             | Пол Диаманд                 | апрель 20, 2002 |
| Зета и Ро обнаруживают доктора Бойла, ассистента Селига, в Хабе, крупнейшем бизнес-центре, а также эпицентре авиасообщения. Однако, Бойл устраивает ловушку и прикрепляет к Зете чип, блокирующий его безлимитную кредитку и предлагает протестировать на компьютере поблизости. Зета оказывается в положении бездомного, к тому же окружённого охраной. Бойл обещает отключить чип, если друзья помогут ему с новым проектом. Они вынуждены согласиться. Зета крадет несколько деталей, но после первой же неудачной попытки они с Ро придумывают план, как остановить преступника. Они добиваются того, что несколько агентов АНБ видят, как Ро передаёт детали Бойлу, Зета же, изменив облик, рассказывает им историю злополучного доктора. Зета и Ро заставляют Бойла удалить чип, сразу после этого его арестовывают. Зета и Ро сбегают на самолете, но агенты Раш и Вест следуют за ними другим классом в том же лайнере. |                                           |                          |                             |                 |
| 18 | «Дар Ро / Ro's Gift»                      | Роб Дейвис               | Хиллари Бейдер & Джозеф Кюр | апрель 27, 2002 |
| Приняв голографический облик Ро, Зета ремонтирует работавшего со сбоями робота. Мозговой Трест, (Из серии спин-оффа «Бэтмен будущего» «Игры разума»), группа сверх-людей, замечают это и решают привлечь Ро (Зету) в их сообщество. Когда появляется настоящая Ро, сверх-люди захватывают ее и доставляют на базу, отказываясь верить, что у неё нет никаких способностей. Мозговой Трест планирует разрушить радиобашню и напустить радиоволны на город в надежде, что радиация даст сверхспособности всем детям города. |                                           |                          |                             |                 |
| 19 | «Отличное время / Quality Time»           | Тим Малтби               | Кевин Хоппс & Ральф Солл    | июль 13, 2002   |
| Агент Беннетт и Зета объединяются в невольный и нежеланный альянс, когда Ро и сын Беннетта оказываются пойманными в ловушку на субмарине, севшей на мель во время подводной экскурсии по коралловым рифам. |                                           |                          |                             |                 |
| 20 | «Потерянный и найденный / Lost and Found» | Курт Геда & Ти Джей Хаус | Рэнди Роджел                | май 11, 2002    |
| Сбегая от Крика, желающего расквитаться с синтоидом за содеянное, Зета внезапно выключается. Ро удаётся спрятать их в заброшенном цирке, а затем связаться с Баки, который прибывает на помощь. Находясь в выключенном состоянии, Зета вспоминает последнюю миссию, которую ему поручили перед побегом. В процессе выслеживания предполагаемого террориста, Долана, Зета должен был внедриться в его семью. Он видел и общался с женой и дочерью Долана. Позже Зета обнаруживает, что Долан был невиновен и не знал, что делает отчисления в террористическую организацию «День братьев». Эта террористическая организация была выявлена Зетой ранее в процессе работы. Позже Долан обнаруживает, что Зета принял его облик, но синтоид не устраняет его. Тем временем, Баки говорит, что Зета вышел из строя окончательно, и с этим уже ничего не поделаешь. Затем Ро вспоминает, как ей было плохо в детском доме и что случилось, когда она сбежала. Крик тем временем настигает их, но в последний момент Зета внезапно восстанавливается. Крика арестовывают. Сбои Зеты объясняются тем, что ранее ему стирали память. |                                           |                          |                             |                 |
| 21 | «На связи / On the Wire»                  | Курт Геда                | Джозеф Кюр                  | июль 20, 2002   |
| Баки устраивает встречу Ро с ее старшим братом, репортером Кейси МакКарди. Его начальник узнает в Ро сообщницу Зеты и принимает меры, чтобы их канал транслировал процесс их поимки. Не желая предавать сестру, Кейси помогает друзьям сбежать и обещает поддерживать их через статьи, а также всячески содействовать улучшению общественного статуса Зеты. |                                           |                          |                             |                 |
| 22 | «Под давлением / Cabin Pressure»          | Роб Дейвис & Олаф Миллер | Лил Уэлдон                  | июль 27, 2002   |
| Баки пойман агентами АНБ, уверенными, что он имеет связь с «Днём братьев», и убеждает Зету и Ро спасти его, пока Беннетт не наложил руки на его дистанционный пульт. |                                           |                          |                             |                 |
| 23 | «Ошибка трансформации / The Wrong Morph»  | Курт Геда                | Дэвид Бенулло               | апрель 20, 2002 |
| Пытаясь найти доктора Селига, друзья изучают работы одного из его подчиненных, доктора Морела. Выясняется, что Морел работал над устройством под названием «синоптический усилитель», которое разрабатывалось для мальчика-инвалида Кевина. Зета маскируется под Кевина, крадет устройство и проникает к доктору Морелу. Теперь все вокруг думают, что Кевин — вор, однако Зета и Ро ловят настоящего преступника и очищают имя Кевина. |                                           |                          |                             |                 |
| 24 | «В центре бури / Eye of the Storm»        | Тим Малтби               | Ральф Солл                  | май 18, 2002    |
| В Канзасе Зета и Ро встречают двух братьев, проектирующих устройство для борьбы с торнадо. Между братьями виден явный разлад — младший находится в тени славы старшего, разрабатывающего макеты. Младший брат намеревается остановить торнадо в одиночку. |                                           |                          |                             |                 |
| 25 | «Наводнение / The River Rising»           | Курт Геда                | Пол Диаманд                 | август 3, 2002  |
| Зета и Ро приземляются в деревне «Без технологий», населяемой людьми, чей образ жизни близок к людям древности, так как они неистово презирают технологии. Между тем, Беннетт всеми силами старается получить ордер на обыск деревни. |                                           |                          |                             |                 |
| 26 | «Человек-голограмма / The Hologram Man»   | Роб Дейвис               | Роберт Гудман & Джозеф Кюр  | август 10, 2002 |
| Зета и Ро проникают в секретный отдел анализа данных АНБ, где синтоиды делают отчеты после каждой миссии. Они задерживают доктора Селига, который зачем-то скачивает данные о расположении своей лаборатории и, по-видимому, намерен передать их Тидусу Свиту, главе террористической организации «День братьев». Селиг говорит им, что Тидус убьёт его, если он откажется передать эти данные. Зета спасает доктора по прибытии Тидуса, но выясняется, что «Селиг» на самом деле доктор Маркус Эдманд, создатель голографических имитаторов Зеты. Эдманд вынужден помогать «Дню братьев», иначе тот разрушит государственную лабораторию высшего уровня, Носес, где работал Селиг и был создан Зета. С помощью индивидуальных голографических имитаторов Ро и Зета принимают вид Эдманда и одного из охранников. В Носесе Зета и Ро встречают настоящего Селига, и он признаётся что намеренно создал и поместил в голову Зеты таинственный модуль — модуль совести, которого не было в первоначальном проекте. Агент Беннетт подслушивает их разговор. Внезапно взрываются заложенные Свитом бомбы. Селиг и его помощница пытаются спастись на подводной лодке, но Свит открывает стрельбу, стремясь убить их. Зета и Ро едва успевают спастись, так как Носес взрывается. Хотя Зета полагает, что его создатель мертв, они с Ро видят руку, появившуюся над водой. |                                           |                          |                             |                 |

## Критика
IGN серьёзно раскритиковал мультсериал, отмечая скучность главного персонажа и сухость сюжета, дав среднюю оценку первому сезону 5/10. Он также отметил пустоту и перекликающиеся скудные диалоги, а на звуковое сопровождение окружающих элементов часто приходится отвлекаться, как будто вырезали из игры Mega Man. В совокупности с оценкой эксклюзивных материалов, озвучкой, аудио и видео-анимации с преподнесением продукта зрителям конечная оценка составила 6/10..